# Eleoscytalopus
Genre
Eleoscytalopus est un genre de passereaux de la famille des Rhinocryptidae qui ne comprend que deux espèces endémiques du Brésil.

## Liste d'espèces
Selon la classification de référence du Congrès ornithologique international (version 10.2, 2020) :
- Eleoscytalopus indigoticus (Wied-Neuwied, 1831) - Mérulaxe à poitrine blanche
- Eleoscytalopus psychopompus (Teixeira & Carnevalli, 1989) - Mérulaxe du Bahia

## Publication originale
- (en) Giovanni Nachtigall Maurício, Helena Mata, Marcos R. Bornschein, Carlos Daniel Cadena, Herculano Alvarenga et Sandro L. Bonatto, « Hidden generic diversity in Neotropical birds: molecular and anatomical data support a new genus for the "Scytalopus"indigoticus species-group (Aves: Rhinocryptidae) », Molecular Phylogenetics and Evolution, Academic Press et Elsevier, vol. 49, no 1,‎ 2 juillet 2008, p. 125-135 (ISSN 1055-7903 et 1095-9513, PMID 18644455, DOI 10.1016/J.YMPEV.2008.06.017, lire en ligne).